# Raunds
Raunds är en stad och civil parish i kommunen North Northamptonshire i England. Orten har 8 641 invånare (2011). Byn nämndes i Domedagsboken (Domesday Book) år 1086, och kallades då Rande.